# Arn: Tempelridderen
Arn: Tempelridderen (svensk: Arn: Tempelriddaren) er en svensk film baseret på den svenske forfatter Jan Guillous tetralogi Vejen til Jerusalem om den svenske tempelridder Arn Magnusson. Filmen havde premiere i biografen december 2007, og efterfølgeren, Arn: Riget ved vejens ende (svensk: Arn: Riket vid vägens slut), havde premiere godt et år efter, 22. august 2008. Idet de to film havde et samlet budget på 30 mio. amerikanske dollars (210 mio. svenske kroner sponsoreret af Film i Väst og TV4 fra Sverige, Danmarks Radio fra Danmark, YLE fra Finland, TV 2 fra Norge samt Telepool fra Tyskland), blev de det største filmprojekt til dato i Norden. Det svenske SVT skulle oprindelig også sponsorere filmen, men trak sig ud af aftalen. De to film blev redigeret sammen i 2010.
Filmens instruktør er danske Peter Flinth, som også er kendt for at have instrueret Fakiren fra Bilbao og Olsen-banden Junior. Indspilningen er foretaget i Västergötland i Sverige, samt i Marokko og Skotland.

## Handling
Arn er en del af den magtfulde Folkungaslægt Han vokser op på et kloster blandt Cisterciensermunke. Her bliver han oplært i fægtning, ridning og bueskydning af en tidligere tempelridder, der tjener som munk som bodshandling for en synd. Da han forlader klosteret bliver han indlemmet i kampen mellem de adelige familier, som alle forsøger at sætte sig på tronen til den unge nation, som snart vil blive Kongeriget Sverige. Derpå hjælper han sin ven, Knut Eriksson, til at dræbe den gamle konge, Karl Sverkersson, hvilket fører til en krig mellem to fraktioner. Men Arn og hans forlovede, Cecilia Algotsdotter, har førægteskabelige forhold, og da hendes søster har set sig sur på Arn, da han ikke ville ligge med hende, sladrer og lyver hun til Moder Rikissa, som udover at være abbedisse på det kloster hvor Cecilia og hendes søster skiftes til at være i en måneds tid, også er af sverkersæt, dvs. at hun er interesseret i at hjælpe til med at forhindre Arns barndomsven Knut til magten. De bliver derfor uretfærdigt dømt, og af politiske årsager dømt til bodssonelse i 20 år. Arn i Det Hellige Land, Cecilia i det selvsamme kloster som Moder Rikissa hersker over, og uden at se hendes og Arns barn i alle de 20 år, (Arns farbror, og kongens nære rådgiver, Birger Brosa (Brosa fordi han tit smiler) tager sig dog af barnet som var det hans eget.) 

## Rolleliste
Hovedparten af filmens rolleindehavere er fra Sverige, idet filmen blandt andet er filmet her, og da sprogene benyttet i filmen er svensk og engelsk.
| Skuespiller                | Rolle                      |
| -------------------------- | -------------------------- |
| Joakim Nätterquist         | Arn Magnusson              |
| Sofia Helin                | Cecilia Algotsdotter       |
| Stellan Skarsgård          | Birger Brosa               |
| Vincent Perez              | Broder Guilbert            |
| Simon Callow               | Fader Henry                |
| Steven Waddington          | Torroja                    |
| Gustaf Skarsgård           | Knut Eriksson              |
| Tomas Bolme                | Præst                      |
| Bill Skarsgård             | Knut Erikssons søn         |
| Valter Skarsgård           | Knut Erikssons søn         |
| Michael Nyqvist            | Magnus Folkesson           |
| Bibi Andersson             | Moder Rikissa              |
| Milind Soman               | Saladin                    |
| Alex Wyndham               | Armand De Gasconge         |
| Nicholas Boulton           | Gerard De Ridefort         |
| Thomas W. Gabrielsson      | Emund Ulvbane              |
| Jakob Cedergren            | Ebbe Sunesson              |
| Julia Dufvenius            | Helena Sverkersson         |
| Jörgen Langhelle           | Erik Jedvardsson           |
| Sven-Bertil Taube          | Biskop Bengt               |
| Lina Englund               | Katarina (Cecilias søster) |
| Magnus Stenius             | En ridder                  |
| Morgan Alling              | Eskil Magnusson            |
| Fanny Risberg              | Cecilia Blanka             |
| Anders Baasmo Christiansen | Harald                     |
| Barnaby Kay                | Fransk ridder              |
| Charmouti Laarbi           | Fransk ridder              |
| Driss Roukhe               | Fakhir                     |
| Mirja Turestedt            | Sigrid                     |
| Joy Andersson              | Canoness                   |
| Frank Sieckel              | Sigrid De Turenne          |
| Chems-Eddine Zinoune       | Saladins tjener            |
| Zakaria Atifi              | Ibrahim                    |